# Burundi na letnich igrzyskach olimpijskich
Reprezentacja Burundi na letnich igrzyskach olimpijskich po raz pierwszy wystartowała podczas igrzysk w Atlancie w 1996 roku. Wtedy to wystartowało 7 zawodników.
Pierwszy występ reprezentacji Burundi zaowocował zdobyciem złotego medalu przez Vénuste Niyongabo w lekkoatletycznym biegu na 5000 m. W 2016 roku podczas igrzysk w Rio de Janeiro reprezentacja Burundi zdobyła drugi (srebrny) medal w lekkoatletycznym biegu kobiet na dystansie 800 m.

## Medaliści letnich igrzysk olimpijskich z Burundi

### Złote medale
- Vénuste Niyongabo - lekkoatletyka, bieg na 5000 m

### Srebrne medale
- Francine Niyonsaba - lekkoatletyka, bieg na 800 m

### Brązowe medale
Brak